# XIII округ (Будимпешта)
XIII округ (мађ. XIII. kerület) или Ујлипотварош-Анђалфелд (мађ. Újlipótváros-Angyalföld) је један од 23 округа Будимпеште.
Формиран је 1938. године.